# Blacair Gothfrithson
Pour les articles homonymes, voir Mac Gofraid.
Blácaire Mac Gofraid (vieux norrois : Blákári Guðrøðsson; mort en 948) est un chef Viking qui règne sur le Dublin au Xe siècle. Il succède à son frère Amlaíb mac Gofraid comme roi en 939 après que ce dernier abandonne Dublin pour régner sur le royaume viking d'York. Pendant les premières années de son règne Blácaire mène des raids importants sur les établissements chrétiens de Clonmacnoise et Armagh, mais les attaques répétées des Irlandais du Leinster en 943 et 944 conduisent au sac de Dublin. L'année suivante Blácaire est remplacé comme roi de Dublin, peut-être du fait de son incapacité à défendre la cité, par son cousin Amlaíb Cuarán, qui avait succédé au frère de Blácaire en Northumbrie en 941, mais qui en avait été expulsé en 944.
Amlaíb allié de Congalach Cnogba, Haut roi de Brega et des Uí Néill du Sud, un des rois irlandais qui avait mené l'attaque contre Dublin en 944, et peut-être vassalisé par lui combattent ensemble contre les Uí Néill du Nord en 947, mais ils sont défaits et les gens de Dublin subissent de nombreuses pertes. Cette année-là, Blácaire parvient à reprendre le royaume
à Amlaíb et effectue un retournement d'alliance contre Congalach. Les Vikings effectuent des raids dans les domaines de Congalach en 948, conduisant une bataille contre les gens de Dublin et les Uí Néill du Sud au cours duquel Blácaire est tué. Après la mort de son rival, Amlaíb retourne en Angleterre pour reprendre la Northumbrie et son frère Gofraid mac Sitriuc devient roi à Dublin.

## Contexte
Les principales sources historiques pour cette période sont les sagas scandinaves et les annales irlandaises. Certaines des annales, telles que les Annales d'Ulster, sont des récits contemporains, alors que les sagas ont été composées à des dates bien plus tardives que les événements qu'elles décrivent et sont considérées comme beaucoup moins fiables. Quelques-unes des annales telles que les Annales fragmentaires d'Irlande et les Annales des quatre maîtres ont également été compilées à des dates ultérieures, en partie à partir de documents plus contemporains et une partie des fragments de sagas. Selon Downham: « en dehors de ces ajouts [de fragments de saga], les chroniques irlandaises sont considérées par les érudits comme présentant des informations suffisamment précises, même si elles sont partisanes dans leur présentation des événements ».

## Biographie
Blácaire apparaît pour la première fois dans la documentation historique en 940 quand les Annales de Clonmacnoise relèvent qu'à la suite du départ d'Amlaíb mac Gofraid pour la Northumbrie en 939 Blácaire arrive à Dublin et en prend le contrôle. Downham spécule que les départs d'Amlaíb et du cousin de Blácaire Amlaíb Cuarán (qui succède à Amlaíb en Northumbrie en 941) ont peut-être été encouragés par les Haut-Rois du nord royaume de Leinster, qui disputaient l'autorité au royaume de Dublin dans la région. Blácaire apparaît ensuite en 942 lorsqu'il est présenté comme conduisant un raid sur Clonmacnoise, un important site chrétien du royaume de Mide.  L'année suivant, Blácaire est à la tête d'une expédition sur Armagh, défaisant une armée des Uí Néill du Nord et tuant leur roi Muirchertach mac Neill sur la route menant à Ardee. la même année Lorcán mac Fáeláin, Haut-roi de Leinster, mène une attaque contre les Vikings de Dublin, et bien qu'il soit vainqueur il est tué lors de la bataille. En 944 le successeur de Lorcán, Bran Fionn mac Máelmórda, allié avec Congalach Cnogba, Haut-roi de Brega et des Uí Néill du Sud, effectue une contre-attaque sur Dublin. Les Vikings de Dublin sont défaits et leur établissement est saccagé, bien que les récits diffèrent sur l'étendue des dommages subis.
L'année suivant le saccage de la cité, Blácaire est chassé de Dublin et remplacé par son cousin Amlaíb Cuarán, peut-être du fait de son échec à avoir protégé la ville. Amlaíb avait succédé au frère de Blácaire en Northumbrie en 941, mais avait lui-même été expulsé d'Angleterre en 944 par Edmond Ier. Amlaíb s'allie avec Congalach, et devient de facto son client, au début de 945 pour combattre contre Ruaidrí Ua Canannáin du Cenél Conaill. Les deux partis se rencontrent lors d'une bataille en 947 au cours de laquelle Ruaidrí est victorieux et les Vikings de Dublin subissent de lourdes pertes. Peu après cette défaite Blácaire réussit à regagner Dublin et son rival Amlaíb réduit à l'impuissance. En 948 les Vikings razzient les domaines de Congalach en Brega et le territoire des Uí Néill du Sud. Une bataille s'ensuit et Blácaire est tué, pendant que les forces de Congalach tuent ou capturent un grand nombre de guerriers de Dublin . La mort de Blácaire permet à Amlaíb Cuarán de revenir au pouvoir, mais il retourne rapidement en Angleterre revendiquer le royaume d'York, qui avait été occupé par des Vikings conduits par Eric Bloodaxe en 947. Le frère d'Amlaíb, Gofraid mac Sitriuc succède à Blácaire comme roi à Dublin.

## Famille
Le père de Blacaire est identifiable avec Gofraid, qui est roi de Dublin entre 921 et 934, et également roi de Northumbrie en 927. Dans les annales Gofraid est désigné habituellement par le terme de « uí Ímair », signifiant « petit-fils d'Ímar », mais jamais avec un patronyme. Si bien qu'il n'est pas possible d'identifier lequel des trois fils connus d'Ímar (Bárid, Sichfrith ou Sitriuc) – si ce n'est un autre – est le père de Gofraid.
Ímar, peut-être identifiable avec Ivar le Désossé, est le fondateur des Uí Ímair et l'un des premiers rois de Dublin dans le milieu du IXe siècle. Trois autres individus sont identifiables comme des fils de Gofraid. Albann tué lors d'un combat contre Muirchertach mac Néill en 926. Amlaíb, roi de Dublin et de Northumbrie, est Ragnall mac Gofraid qui règne en Northumbrie en 943 et 944, probablement aux côtés de son cousin Olaf Cuarán, jusqu'à ce qu'ils soient expulsés par le roi Edmond Ier d'Angleterre.